# Іванівка (Новоборисівська сільська громада)
Іва́нівка — село в Україні, у Новоборисівській сільській громаді Роздільнянського району Одеської області. Населення становить 91 осіб.
До 17 липня 2020 року було підпорядковане Великомихайлівському району, який був ліквідований.

## Історія
Під час організованого радянською владою Голодомору 1932—1933 років померло щонайменше 39 жителів села.

## Населення
Згідно з переписом 1989 року населення села становило 95 осіб, з яких 41 чоловік та 54 жінки.
За переписом населення 2001 року в селі мешкала 91 особа.

### Мова
Розподіл населення за рідною мовою за даними перепису 2001 року:
| Мова       | Чисельність | Відсоток |
| ---------- | ----------- | -------- |
| українська | 72          | 79,12%   |
| російська  | 10          | 10,98%   |
| румунська  | 4           | 4,40%    |
| циганська  | 4           | 4,40%    |
| словацька  | 1           | 1,10%    |
| Усього     | 91          | 100%     |